# Спорт в Монголии

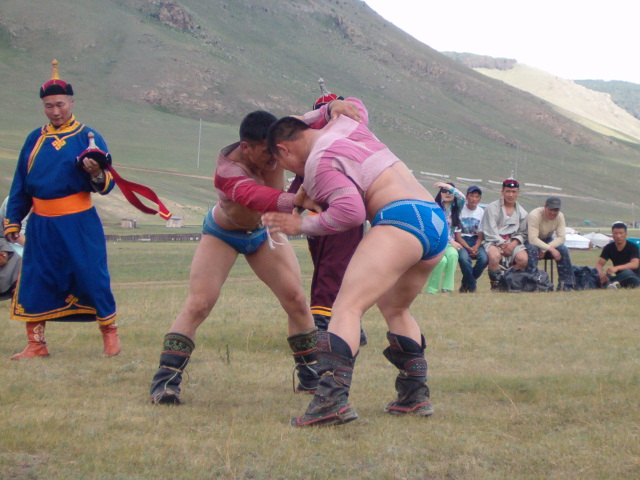
Монгольская борьба

Спорт в Монголии (монг. Монголын спорт) — совокупность различных видов единоборств и распространение, развитие их в Монголии.
Олимпийский комитет Монголии основан в 1956 году, зарегистрирован в МОК в 1962 году.
Спортсмены Монголии обычно выступают на международных соревнованиях по борьбе, боксу и стрельбе из лука. В современных видах спорта монголы традиционно сильны в одиночных видах. Это бокс, вольная борьба, дзюдо, пулевая стрельба. По числу олимпийских наград, приходящихся на душу населения, Монголия опережает многие высокоразвитые страны. Активными темпами развивается довольно экзотические виды спорта для монголов, как бодибилдинг и пауэрлифтинг.
Крайне удачно монголы выступают в священной для Японии борьбе сумо. В XXI веке они безраздельно властвуют в этом виде спорта. Высший титул — ёкодзуна — после 1999 года присваивался шестерым борцам. Пятеро из них — Асасёрю, Хакухо, Харумафудзи, Какурю и Тэрунофудзи — родом из Монголии. Также (по состоянию на апрель 2024) борцы монгольского происхождения выиграли 101 из последних 127 турниров по профессиональному сумо.

## История

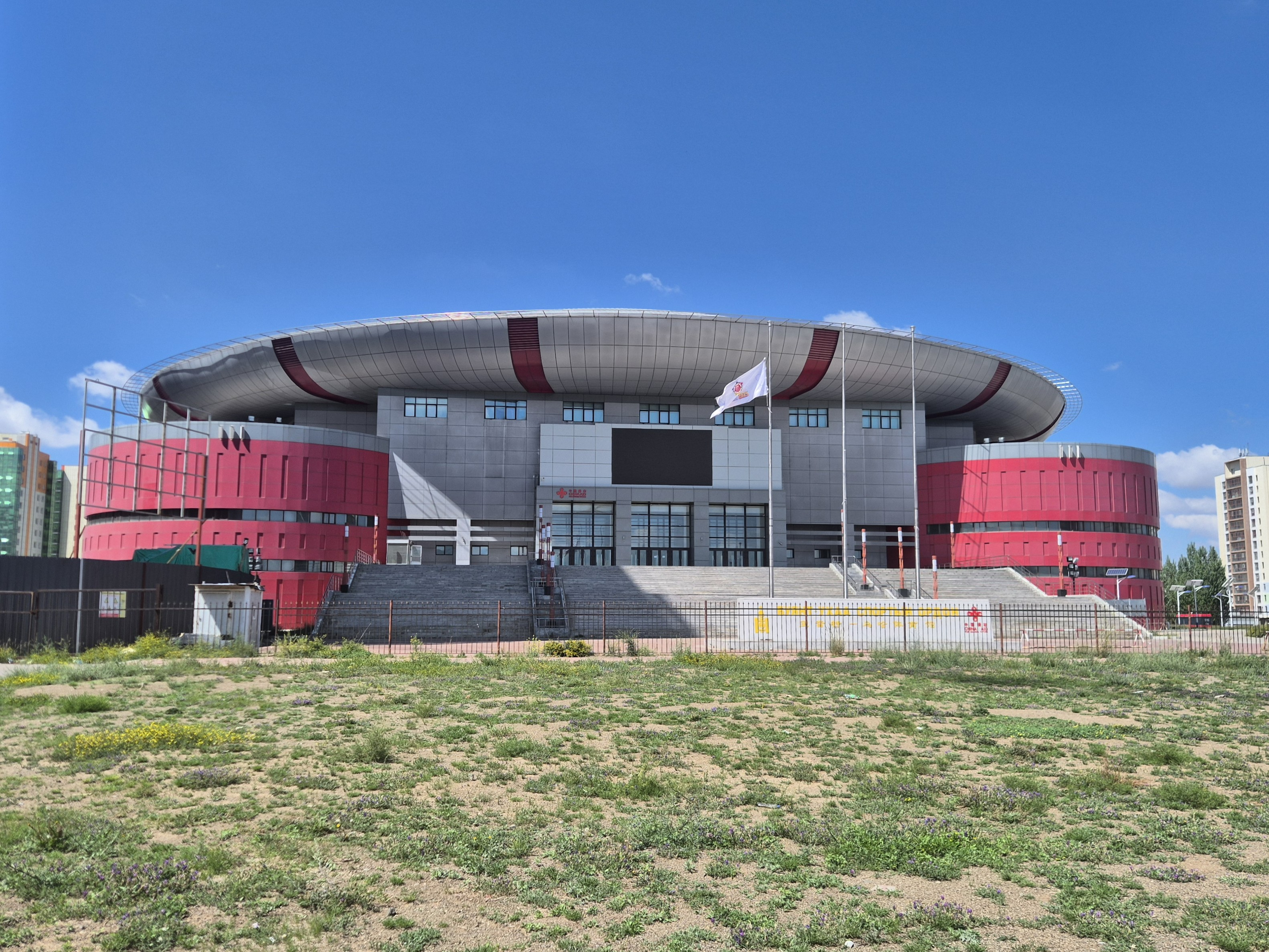
Новый Дворец спорта в Улан-Баторе

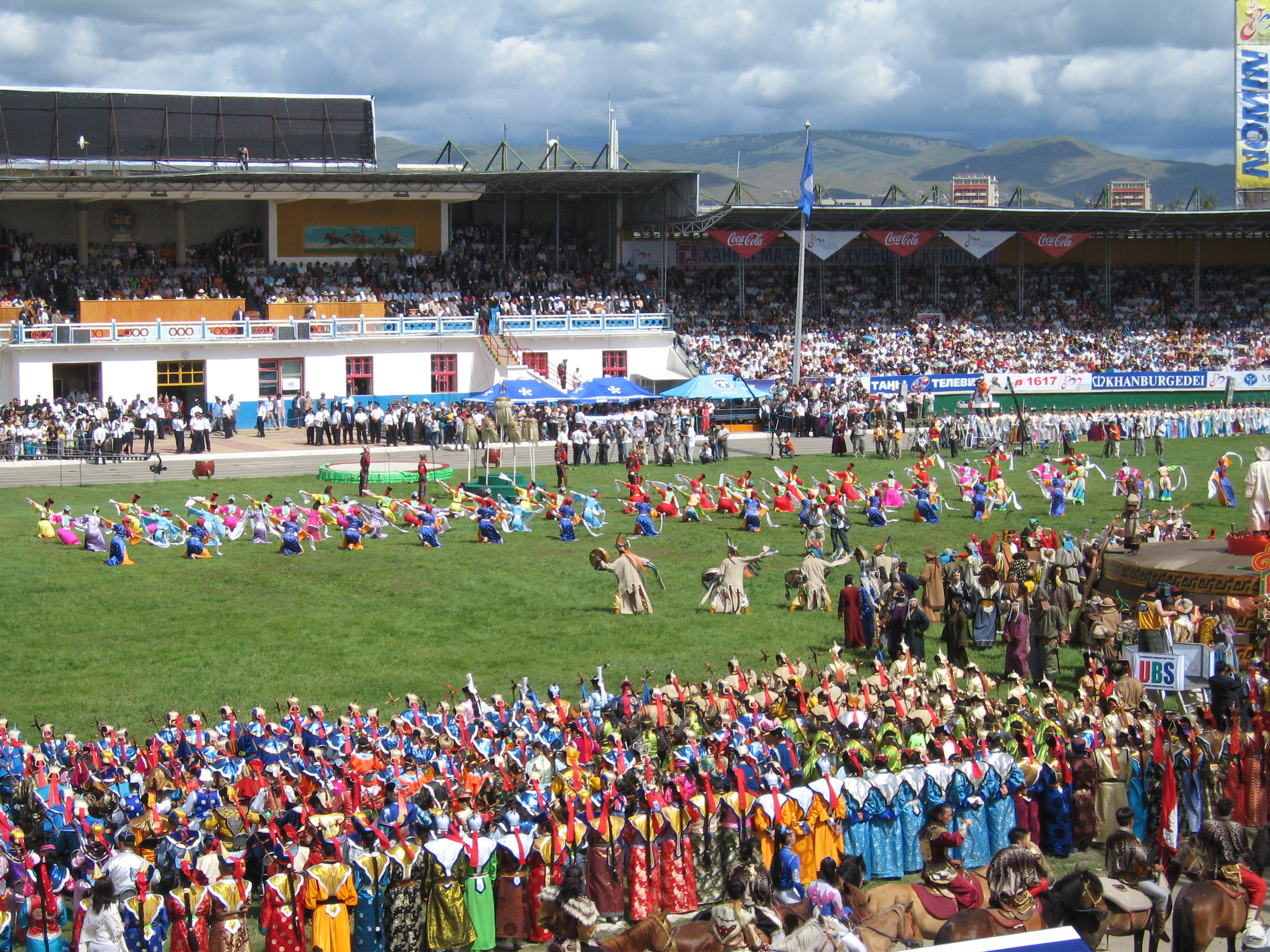
Наадам на Национальном стадионе Монголии в Улан-Баторе

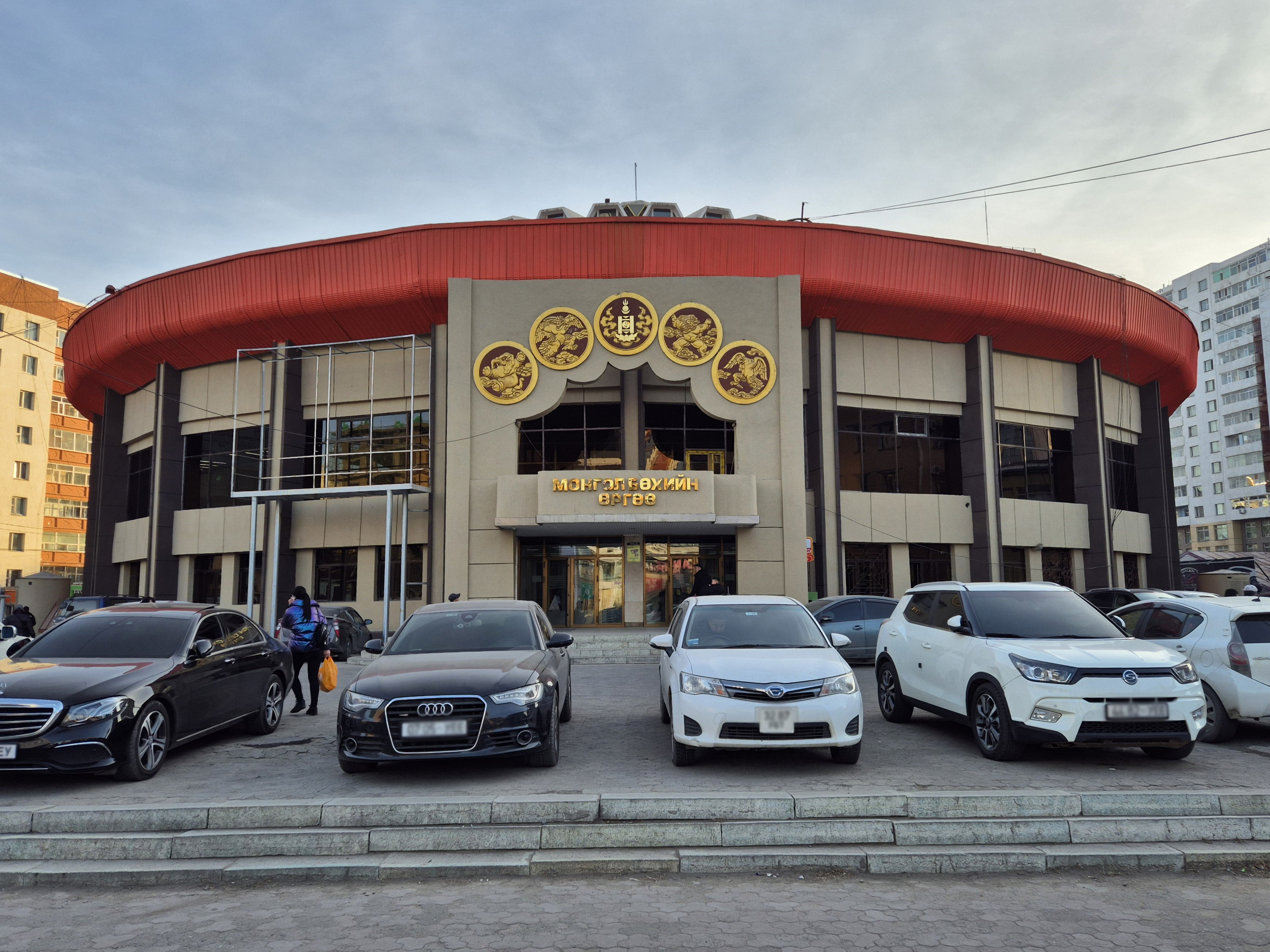
Дворец монгольской борьбы в Улан-Баторе

### Открытие Дворца спорта
Недалеко от Улан-Батора в местности Ярмаг в декабре 2010 года открылся новый Дворец спорта, построенный за счет безвозмездной помощи КНР. В церемонии участие приняли премьер-министр Монголии С.Батболд, министр здравоохранения С.Ламбаа, глава минфина С.Баярцогт, посол КНР в Монголии Юй Хун Яао, управляющий делами физкультуры и спорта Ч.Наранбаатар и другие лица. Договор о передаче спортобъекта монгольской стороне подписали посол КНР в Монголии Юй Хун Яао и член правительства, министр финансов С.Баярцогт.
Новый Дворец спорта рассчитан на 5 045 зрителей, его главная игровая площадка составляет 2 950 м², он имеет ещё два тренировочных зала и вспомогательные помещения. Стоимость строительства — более 16,5 миллионов долларов. Монгольские строители проложили 2600 метров электролинии в 10 кВт, построили две подстанции для распределительных трансформаторов, главную магистраль для сточных вод в 1900 метров, и линию чистой воды в 700 метров.
По случаю открытия дворца Премьер вручил денежные премии спортсменам, успешно выступившим на 16-х Азиатских играх Гуанчжоу. Так, обладателям «золота» Г.Мандахнарану и Г.Наранчимэг вручены по 13,3 млн 3,9 млн тугриков. Не остались без поощрения и чемпионы мира по кикбоксу Л.Нямсурэн, Ч.Шижих-Эрдэнэ, обладатель Кубка мира по дзюдо Ц.Мунхзаяа, чемпион мира по шахматам среди юниоров Д.Номин-Эрдэнэ и чемпион мира по любительскому сумо Я.Дулам

## Надом
Ристалище для Надомов, Эрдэнэт
Надом (монг. Наадам, старомонг.: Naɣadum, игры) — традиционное монгольское состязание, аналогичное бурятскому Сурхарбану, также именуемое «тремя мужскими играми» (эрийн гурван наадам) — это монгольская борьба, скачки и стрельба из лука. Проводится по всей стране в праздник середины лета. В настоящее время в скачках и стрельбе принимают участие и женщины.

### Обзор
С наибольшим размахом это состязание проводится в монгольской столице, Улан-Баторе, в течение народного праздника середины лета (11-13 июля) на Национальном спортивном стадионе. В других монгольских городах, а также в китайских городах со значительной монгольский диаспорой, проводят Надом гораздо скромнее. Он начинается со сложной предварительной церемонии, в которой участвуют танцоры, борцы, всадники и музыканты. После церемонии открытия игр начинается само состязание.
Надом — самое популярное зрелище у монголов, которое, как предполагается, веками существовало в Монголии в том или ином виде. Надом берёт начало в таких явлениях, как военные парады, а также в воинских умениях — стрельбе из лука, верховой езде и борьбе, демонстрация которых сопутствовала различным праздникам. В начале XX века в Урге игры проводились непосредственно после церемонии Цам в конце июня. В настоящее время Надом формально приурочен к годовщине антикитайского восстания в Монголии в 1921 году и провозглашения независимости страны.
В последние годы к «трём играм» официально прибавился и четвёртый вид соревнований: это старинная монгольская игра в кости (шагаайн харваа), где её участники, разделившись на две команды, поочерёдно выбивают костяные мишени при помощи костяной биты, «выстреливаемой» щелчком среднего пальца со специальной деревянной направляющей (хясаа), удерживаемой на колене игрока. Участвуют только мужчины.

## Участие в Азиатских играх

### Хроника событий

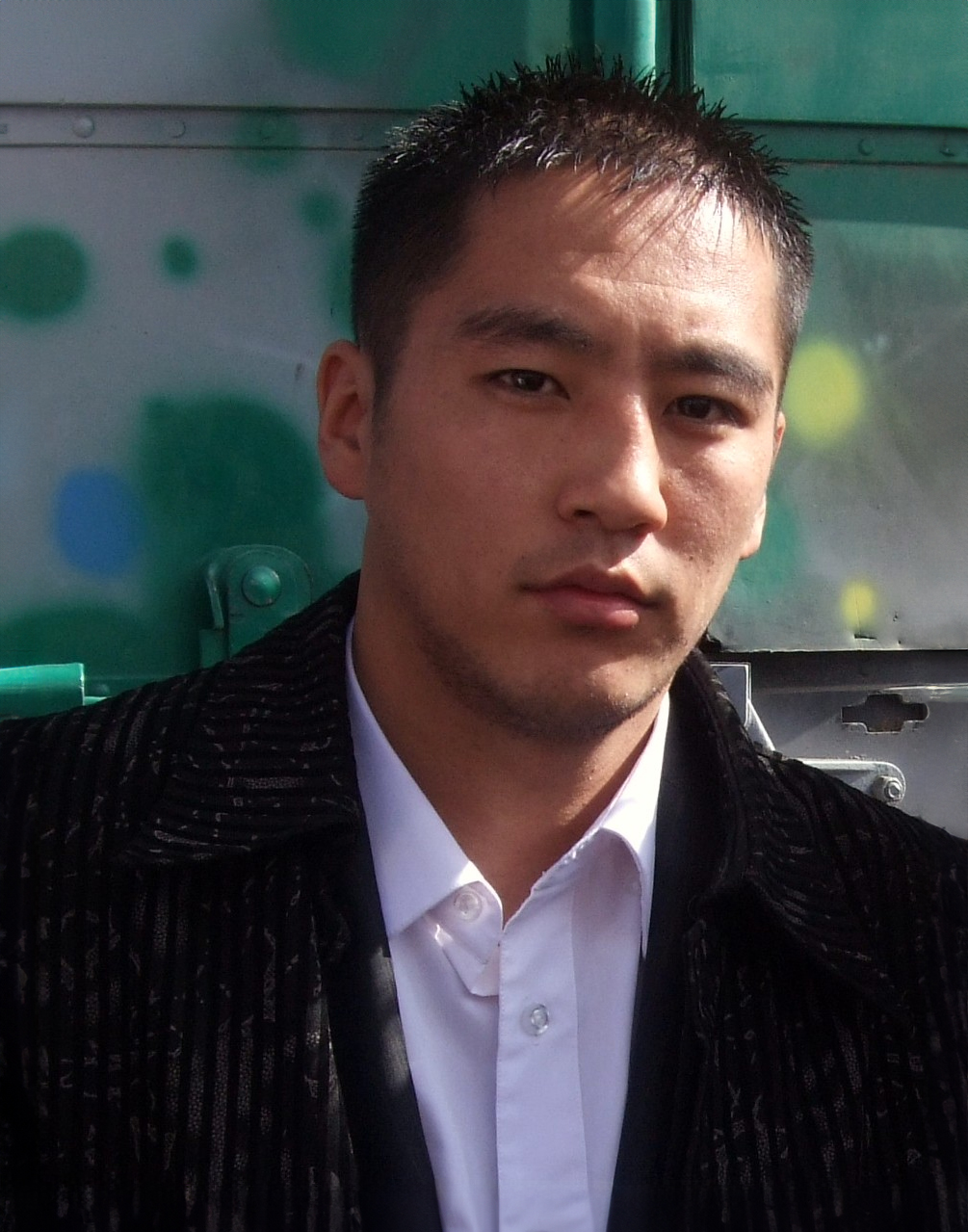
Боксёр Энхбатын Бадар-Ууган — олимпийский чемпион 2008 года

#### Постсоветский период
- 2006 год, Азиатские игры в Дохе. Дзюдоист Хашбаатарын Цагаанбаатар завоевал золотую медаль.
- 2007 год, Азиатские игры в Чанчуне, На Зимних Азиатских играх 2007 года Монголию представляли 22 спортсмена. Они сумели завоевать 1 бронзовую медаль, что вывело монгольскую сборную на 5-е место в неофициальном командном зачёте.

#### Медалисты
| Бронза |                  |                         |
| №      | Спортсмены       | Вид спорта (дисциплина) |
| 1      | Унэнбатиин Марал | Фристайл (женщины)      |

- 2008 год, Пляжные Азиатские игры в Бали. На Пляжных Азиатских играх 2008 года представлявшие Монголию спортсмены сумели завоевать 1 золотую медаль, что вывело монгольскую сборную на 19-е место в неофициальном командном зачёте.

| Золото |                         |                              |
| №      | Спортсмены              | Вид спорта (дисциплина)      |
| 1      | Тумурхуугиин Энхамгалан | Пляжная борьба (свыше 85 кг) |

- 2010 год, Пляжные Азиатские игры в Маскате. На пляжных Азиатских играх Монголию представляло 4 спортсмена. Они не сумели завоевать ни одной медали.
- 2011 год, Азиатские игры в Астане—Алма-Ате. На Зимних Азиатских играх 2011 года Монголию представляло 52 спортсмена, выступавших в 8 видах спорта.

Серебро
| Серебро |            |                          |
| №       | Спортсмены | Вид спорта (дисциплина)  |
| 1       | Сборная    | Хоккей с мячом (мужчины) |

Бронза
| Бронза |                                           |                                                    |
| №      | Спортсмены                                | Вид спорта (дисциплина)                            |
| 1      | Б. Гэрэлт-Од                              | Лыжное ориентирование (спринт, мужчины)            |
| 2      | Б. Гэрэлт-Од                              | Лыжное ориентирование (длинная дистанция, мужчины) |
| 3      | Б. Гэрэлт-Од Б. Бямбадорж Э. Бархуу       | Лыжное ориентирование (эстафета, мужчины)          |
| 3      | А. Наранцэцэг Ч. Отгонцэцэг Н. Ууганцэцэг | Лыжное ориентирование (эстафета, женщины)          |

### Медали
Всего монгольскими спортсменами с начала участия в Азиатских играх была завоевана только одна золотая, 1 серебряная и 9 бронзовых медалей.

## Участие в Олимпийских играх

### Хроника событий

#### Период социализма
- 1964 год, Олимпийские игры в Токио. Монголия принимала участие в Летних Олимпийских играх 1964 года в Токио (Япония) в первый раз за свою историю, но не завоевала ни одной медали. Монголия участвовала в соревнованиях по борьбе и лёгкой атлетике. В составе сборной страны были представлены 4 женщины.[11][12]
- 1968 год, Олимпийские игры в Мехико. С этих Олимпийских игр монгольские спортсмены получили 1 серебряную и 3 бронзовых медали по вольной борьбе. Также одна монгольская команда получила призовое 5-е место. В итоге Монголия получила 19,5 очков, заняв 4-е место среди всех стран участниц. Для монголов, только второй раз принимавших участие в Олимпийских играх, это было большим достижением. Мексиканские газеты, констатируя факт участия наших спортсменов в Олимпийских играх, писали:

 «Под поступью сапогов, с загнутыми вверх носами монгольских спортсменов, борцов Великого Чингисхана, проваливается земля Олимпийского стадиона!» 
На этих Олимпийских играх борец Мунхбат завоевал серебро благодаря беспроигрышной серии встреч из 4 побед и 2 ничьих, а борцы Сэрээтэр, Артаг и Дамдиншарав бронзу по вольной борьбе.
- 1972 год, Олимпийские игры в Мюнхене. Великий борец национальной борьбы Баянмунх получил с этих Олимпийских игр серебряную медаль по вольной борьбе. Перед этим он стал чемпионом мира вольной борьбе и самбо.
- 1976 год, Олимпийские игры в Монреале. Монголы тоже получили одну серебряную медаль. Борец Ойдов, участвовавший в Олимпийских играх по вольной борьбе, получил эту медаль, которая стала продолжением достижений монгольских спортсменов. Ойдов тоже был известным борцом, ранее дважды завоевавшим чемпионат мира по вольной борьбе. Индивидуальный приём борьбы Ойдова, принёсший ему столь высокие победы, Мировая Ассоциация Борьбы назвала в его честь — «приёмом Ойдова».
- 1980 год, Олимпийские игры в Москве. В этих летних Олимпийских играх монголы приняли активное участие. На этих Олимпийских играх спортсмены вольной борьбы Даваажав и Оюунболд получили серебряную и бронзовую медали. Также спортсмены-дзюдоисты Дамдин и Даваадалай получили тоже серебряную и бронзовую медали.
- 1984 год, Олимпийские игры в Лос-Анджелесе. К сожалению, Монголия не приняла участие в этих Играх из-за политических интриг холодной войны между так называемыми двумя «лагерями социализма и капитализма». Перед этим страны Запада не приняли участия в Московских Олимпийских играх 1980 года. В ответ на это все социалистические страны, в том числе и МНР, тоже не приняли участия в Олимпийских играх в Лос-Анджелесе.
- 1988 год, Олимпийские игры в Сеуле. Это были Олимпийские игры, во второй раз проводившиеся на Азиатском континенте. Если в предыдущих Олимпийских играх монгольские борцы и дзюдоисты удостаивались медалей, то на этот раз олимпийские медали начали завоёвывать монгольские боксёры. Заслуженный спортсмен Монголии Энхбат получил на этих Олимпийских игр бронзовую медаль.

#### Современный период

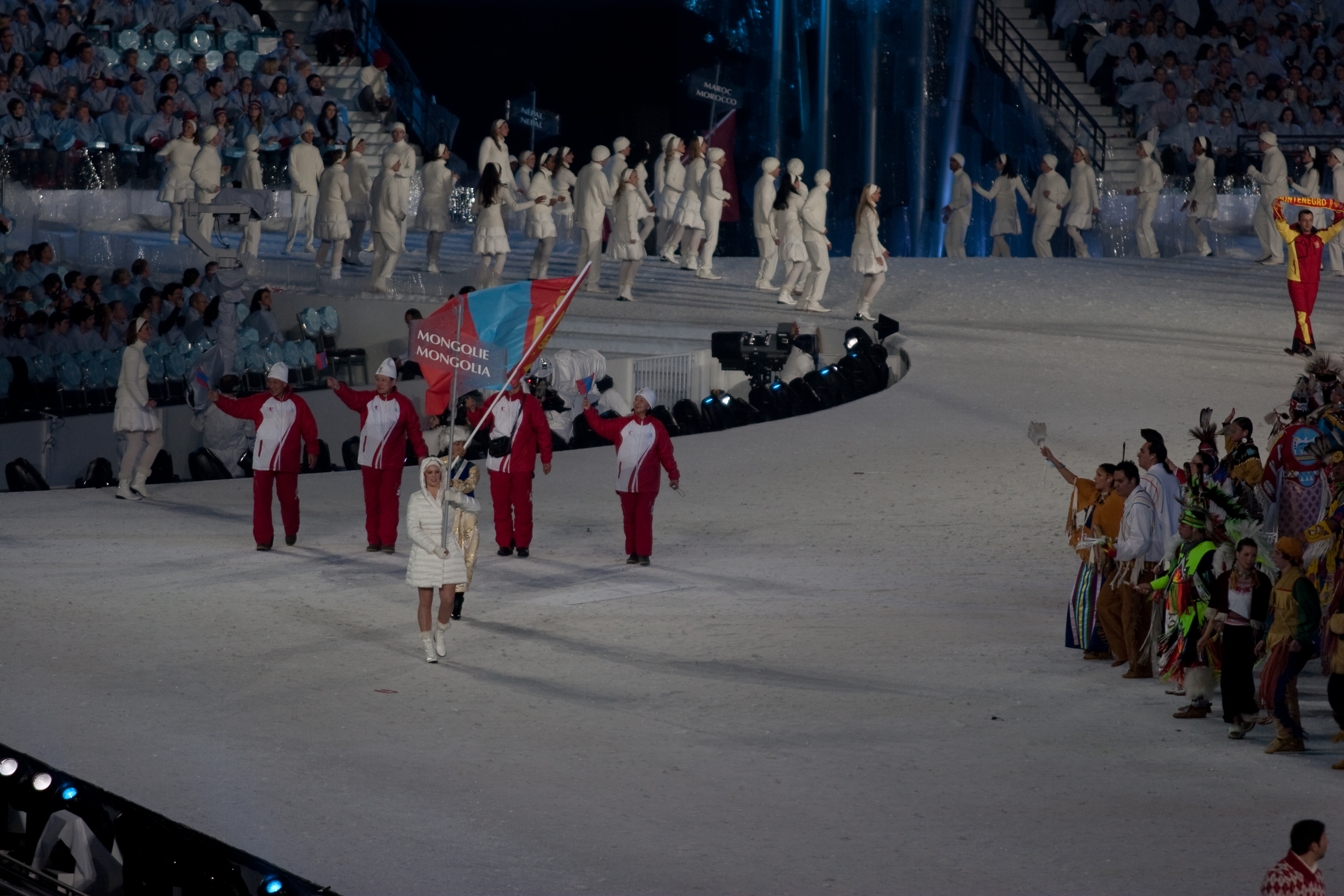
Монгольская команда на церемонии открытия зимних Олимпийских играх 2010

- 1992 год, Олимпийские игры в Барселоне. На этих Олимпийских Игр монголы получили тоже две медали. Боксёр Баярсайхан получил бронзовую медаль, а первая монгольская женщина-призёр Мунхбаяр бронзу по стрельбе, которая стала четвёртым видом Олимпийских Игр, в котором монголы получили олимпийские медали.[15]
- 1996 год, Олимпийские игры в Атланте. Заслуженный спортсмен Монголии, дзюдоист Нармандах получил на этих Олимпийских Игр бронзовую медаль. Это были Олимпийские Игры, на которых монгольские спортсмены получили только одну медаль.
- 2000 год, Олимпийские игры в Сиднее. Призовых мест не было.[16]
- 2004 год, Олимпийские игры в Афинах. Дзюдоист Хашбаатарын Цагаанбаатар завоевал бронзовую медаль, что являлось продолжением достижений монгольских спортсменов в Олимпийских Играх.
- 2008 год, Олимпийские игры в Пекине. Долгожданную первую золотую медаль завоевал дзюдоист Найдангийн Тувшинбаяр.[17] Весь монгольский народ вместе с президентом, премьер-министром и спикером парламента отмечал эту победу на центральной площади страны. За ним последовала золотая медаль боксёра Энхбатына Бадар-Уугана. Также были завоёваны две серебряные медали: Гундэгмаа по стрельбе и Сэрдамба по боксу. Не остались монголы без медалей и на Параолимпийских Игры 2008 года, на которых стрелок из лука Баатаржав завоевал золотую медаль.[18][19][20] В общем медальном зачете Монголия занимает 32 место.
- 2012 год, Олимпийские игры в Лондоне.

Найдангийн Түвшинбаяр становится первым монгольским спортсменом, выигравшим вторую медаль. Из Лондона монгольские атлеты привезли 5 медалей (рекордное количество): 2 серебряные и 3 бронзовые. В медальном зачете Монголия занимает 56 место.

### Медали
Всего монгольскими спортсменами с начала участия в Олимпийских играх (с 1964 года) завоеваны 2 золотые, 9 серебряных и 13 бронзовых медалей.

#### Медалисты
| Медаль  | Имя                       | Игры           | Вид спорта |
| ------- | ------------------------- | -------------- | ---------- |
| Серебро | Жигжидийн Мунхбат         | Мехико 1968    | Борьба     |
| Бронза  | Чимидбазарын Дамдиншарав  | Мехико 1968    | Борьба     |
| Бронза  | Данзандаржаагийн Сэрээтэр | Мехико 1968    | Борьба     |
| Бронза  | Тумэрийн Артаг            | Мехико 1968    | Борьба     |
| Серебро | Хорлоогийн Баянмунх       | Мюнхен 1972    | Борьба     |
| Серебро | Зэвэгийн Ойдов            | Монреаль 1976  | Борьба     |
| Серебро | Цэндийн Дамдин            | Москва 1980    | Дзюдо      |
| Серебро | Жамцын Даваажав           | Москва 1980    | Борьба     |
| Бронза  | Равдангийн Даваадалай     | Москва 1980    | Дзюдо      |
| Бронза  | Дугарсурэнгийн Оюунболд   | Москва 1980    | Борьба     |
| Бронза  | Нэргуйн Энхбат            | Сеул 1988      | Бокс       |
| Бронза  | Намжилын Баярсайхан       | Барселона 1992 | Бокс       |
| Бронза  | Доржсурэнгийн Мунхбаяр    | Барселона 1992 | Стрельба   |
| Бронза  | Доржпаламын Нармандах     | Атланта 1996   | Дзюдо      |
| Бронза  | Хашбаатарын Цагаанбаатар  | Афины 2004     | Дзюдо      |
| Серебро | Отрядын Гундэгмаа         | Пекин 2008     | Стрельба   |
| Золото  | Найдангийн Түвшинбаяр     | Пекин 2008     | Дзюдо      |
| Серебро | Пурэвдоржийн Сэрдамба     | Пекин 2008     | Бокс       |
| Золото  | Энхбатын Бадар-Ууган      | Пекин 2008     | Бокс       |
| Серебро | Найдангийн Түвшинбаяр     | Лондон 2012    | Дзюдо      |
| Серебро | Нямбаярын Тогсцогт        | Лондон 2012    | Бокс       |
| Бронза  | Сайнжаргалын Ням-Очир     | Лондон 2012    | Дзюдо      |
| Бронза  | Соронзонболдын Батцэцэг   | Лондон 2012    | Борьба     |
| Бронза  | Уранчимэгийн Мөнх-Эрдэнэ  | Лондон 2012    | Бокс       |

## Монгольская борьба

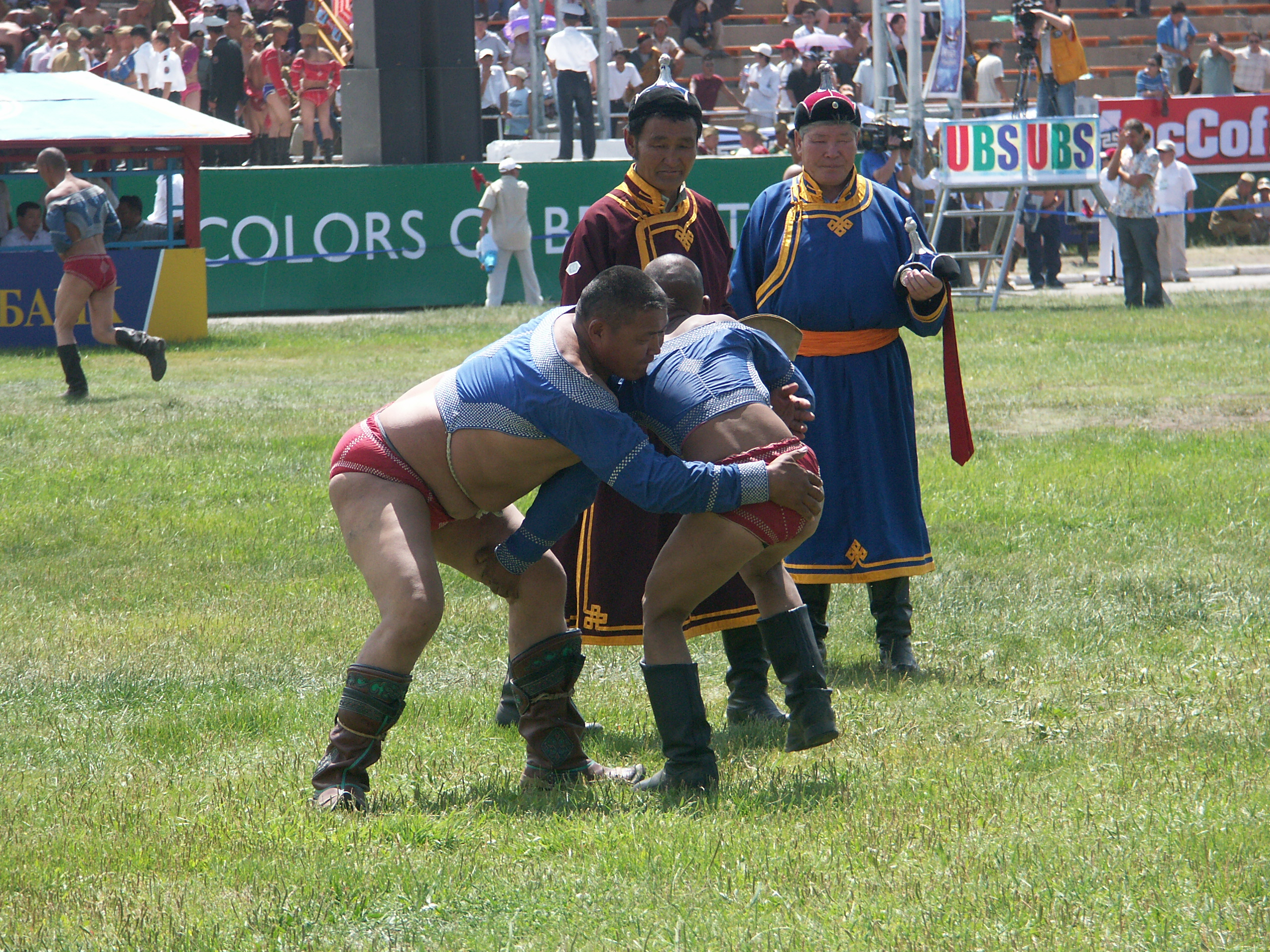
Монгольская борьба

Монгольская борьба (монг. Бөх, бөхийн барилдаан) — национальная борьба монгольских народов, которая распространена в Монголии, Бурятии и Тыве.
В борьбе используется разнообразная техника, различные приёмы как с захватами так и без захватов. Борцы облачены в особый борцовский костюм: национальные сапоги с загнутыми носками — «монгол гутал», короткие шорты — «шуудаг» и своеобразная жилетка с рукавами, но с открытой грудью — «зодог».
Монгольская борьба имеет свои ритуалы, правила и специфические особенности: раньше схватки не ограничивались по времени (теперь введены временные ограничения), нет весовых категорий, борьба идёт на открытом пространстве, побеждённым считается тот, кто первым коснётся земли любой частью тела кроме подошв ног и кистей рук, у каждого борца свой секундант — «засуул», после поединка побеждённый должен пройти под поднятой правой рукой победителя в знак того, что он признаёт своё поражение. Победитель же исполняет традиционный танец орла.
На национальном празднике, проходящем с 11 по 13 июля «Надом»-е борются от 512 до 1024 борцов. Борются попарно, на выбывание. Соответственно бывает от 9-ти до 10-ти туров — «даваа».
В зависимости от прохождения «даваа» присуждаются специальные почётные звания:
- «начин» — «сокол» — за победу в пяти турах.
- «харцаг» — «ястреб» — за победу в шести турах.
- «заан» — «слон» — за победу в семи турах.
- «гарьд» — «гаруда» (священная птица) — за победу в восьми турах.
- «арслан» — «лев» — за победу в девяти турах.
- «аврага» — «исполин» — или победившему в 10-ти турах (когда борются 1024 борца), или борцу со званием «арслан», победившему в 9-м туре (когда борются 512 борцов).[21]

## Стадионы

### Национальный стадион Монголии

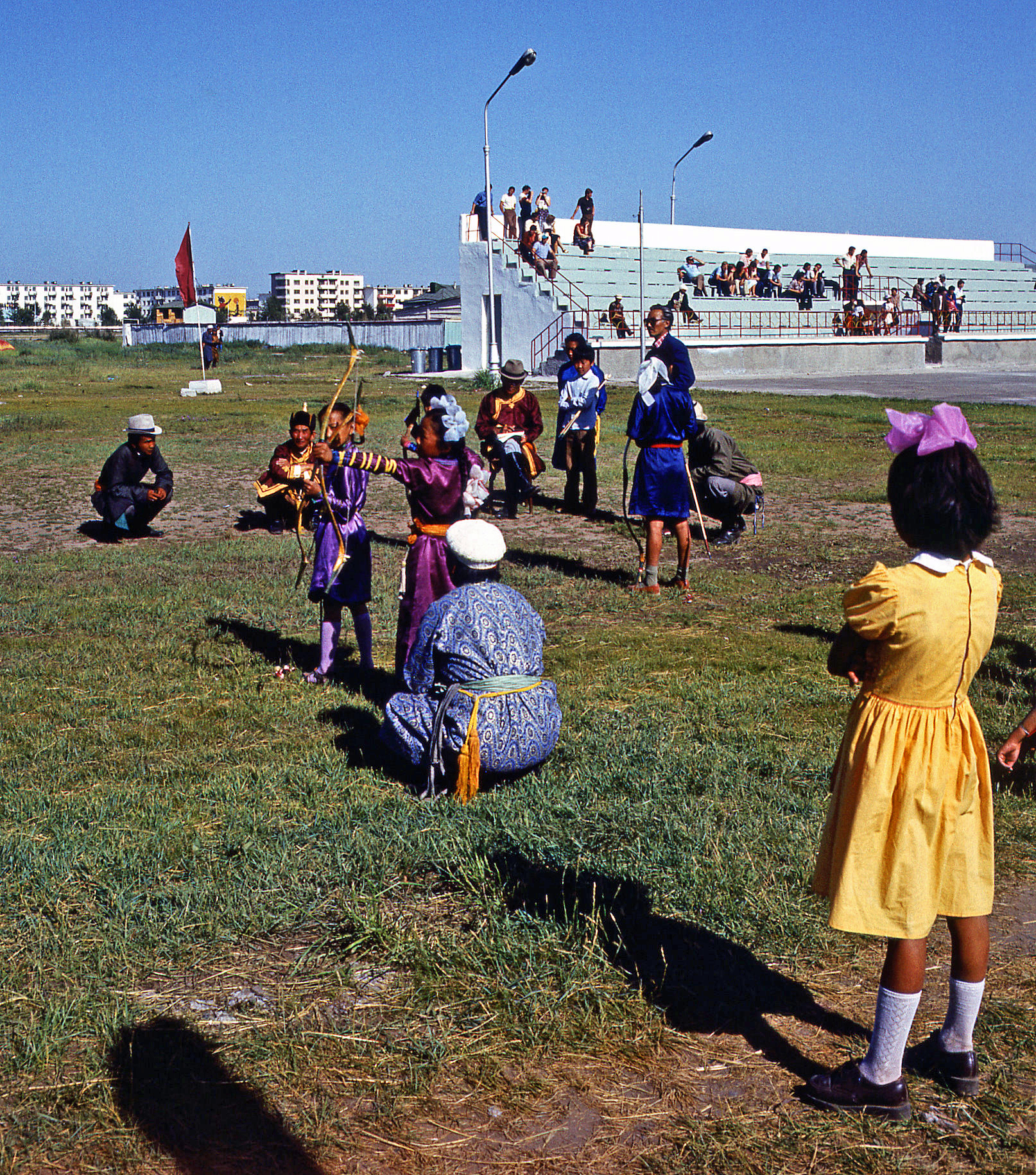
Национальный стадион Монголии

Национальный стадион Монголии (англ. National Sports Stadium Mongolia) — многоцелевой стадион в Улан-Баторе. Построен в 1958 году.
В настоящее время используется преимущественно для проведения монгольского праздника Наадам и футбольных матчей и как домашняя площадка Сборной Монголии по футболу.
Вместимость трибун 20 000 зрителей. Это крупнейший стадион в Монголии.

### Дворец спорта
Дворец спорта (англ. Sports Stadium) — многоцелевой стадион в Улан-Баторе. Построен в 2010 году.
Новый Дворец спорта рассчитан на 5 045 зрителей, его главная игровая площадка составляет 2 950 м², он имеет ещё два тренировочных зала и вспомогательные помещения. Стоимость строительства — более 16,5 миллионов долларов. Монгольские строители проложили 2600 метров электролинии в 10 кВт, построили две подстанции для распределительных трансформаторов, главную магистраль для сточных вод в 1900 метров, и линию чистой воды в 700 метров.

### Футбольный центр MFF
«MFF Football Centre» — футбольный стадион в столице Монголии, городе Улан-Батор. Футбольный центр был открыт 24 октября 2002 года. На стадионе уложено искусственное покрытие.

### Erdenet Sports Centre
Erdenet Sports Centre — многофункциональный стадион в городе Эрдэнэт, Монголия. В настоящее время используется преимущественно для проведения футбольных матчей и как домашняя площадка клуба «Хангарьд».

## Футбол в Монголии
Сборная Монголии по футболу создана в 1959 году, но с 1960 по 1998 год не провела ни одной игры. Футболисты Монголии выиграли всего 7 международных матчей, (4 -у сборной Гуама, 2 — у сборной Макао, 1 — у не состоящей в ФИФА сборной Северных Марианских островов). Кроме того, Монголия — единственная сборная страны, состоящей в ФИФА, которая проиграла Гуаму.
Футбольные клубы из Монголии:

## Хоккей с шайбой в Монголии
Сборная Монголии по хоккею с шайбой занимает 46 место мирового рейтинга ИИХФ. Международный дебют национальной сборной Монголии состоялся на Зимних Азиатских играх 1999. Следующее выступление сборной состоялось в третьем дивизионе чемпионата мира 2007 года. Монголия проиграла все три игры турнира, забросив 3 шайбы и пропустив при этом 45. В 2008 году Монголия снова выступала в третьем дивизионе чемпионата мира в Люксембурге, снова проиграв все матчи при разнице шайб 11-59. В 2009 году Монголия отказалась от участия в чемпионате мира. В результате сборной были засчитаны технические поражения со счётом 0:5. В 2010 году сборная Монголии приняла участие в группе B третьего дивизиона чемпионата мира. Она проиграла поочерёдно КНДР — 1:22, ЮАР — 1:12 и Армении — 0:15. А в поединке за третье место вновь уступила сборной ЮАР — 3:8.

## Хоккей с мячом в Монголии
Федерация хоккея с мячом Монголии вступила в Федерацию международного бенди 5 июля 2002 года. Сборная участвует в чемпионатах мира в группе Б с 2006 года. Лучший результат — 4-е место в группе Б в 2006.
На чемпионате мира 2009 сборная Монголии заняла седьмое место в группе Б и двенадцатое (предпоследнее) в чемпионате, опередив лишь сборную Венгрии.
В 2011 году сборная Монголии приняла участие в турнире по хоккею с мячом на Зимних Азиатских играх, проходивших в Казахстане, заняв итоговое второе место. В чемпионате мира 2011 года, проходившем в Казани, сборная Монголии участия не принимала.